# ローズベンガル
ローズベンガル (rose bengal) は、色素の一種で、食品や生体試料などを赤色に着色するために用いる着色料。タール色素に分類される合成着色料である。ナトリウム塩は食用赤色105号として食品添加物の指定を受けている。旧厚生省は天然に存在しない添加物に分類している。
ローズベンガルの構造は、フルオレセインが持つ水素8個を塩素4個とヨウ素4個で置換したものである。カリウム塩もまた、着色料として用いられる。
光反応において光増感剤として用いられる。基底状態である三重項状態の酸素分子から、光照射により一重項酸素を発生させる際にローズベンガルが添加される。

ナトリウム塩
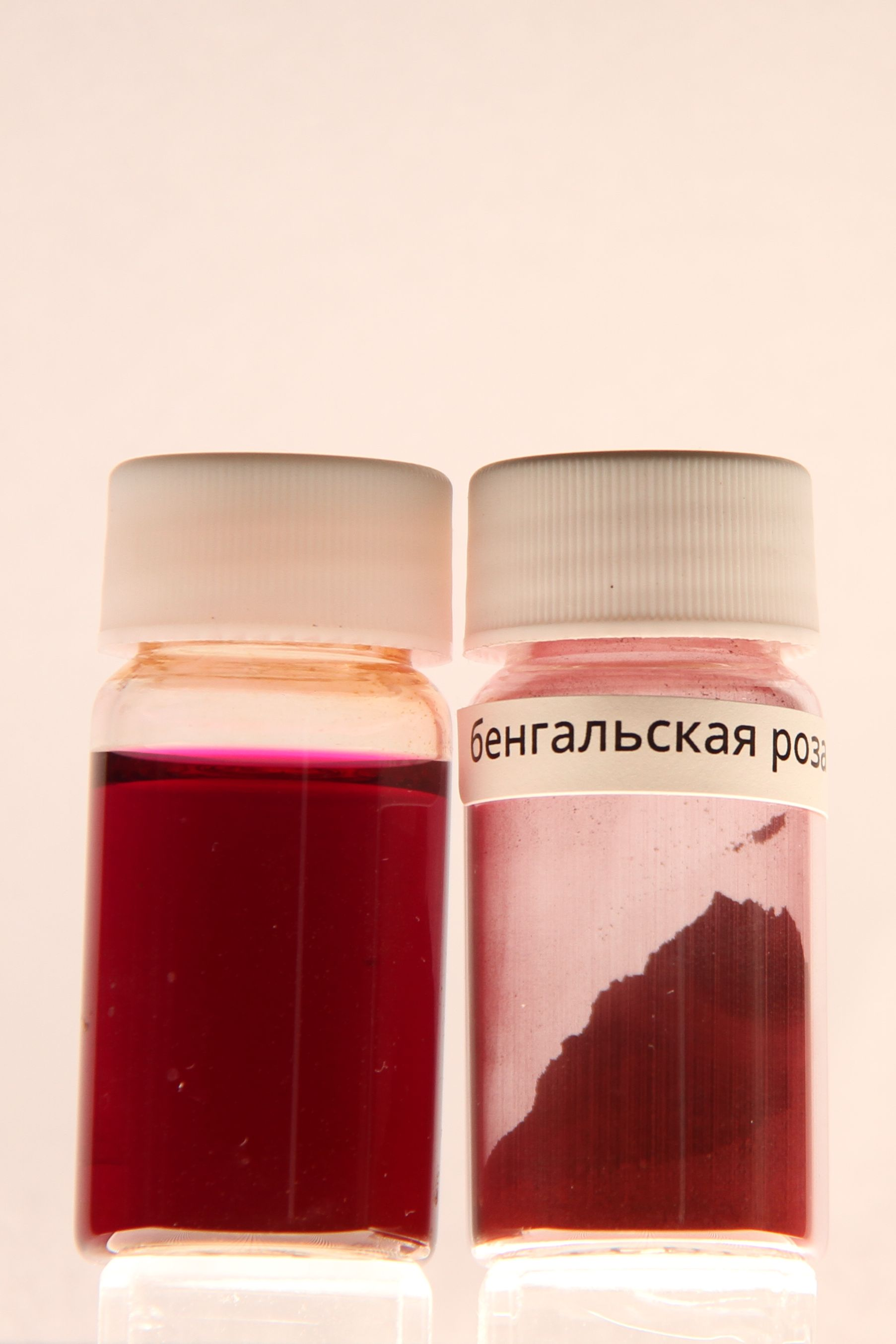
水溶液と粉末